# Aeropuerto de Corral de Mulas
El Aeropuerto de Corral de Mulas (OACI: MSCM) es un aeródromo que sirve al pueblo de Corral de Mulas en el Departamento de Usulután en El Salvador. La pista de aterrizaje es de césped y está sin señalización. Está ubicado en el lado oeste del pueblo.
El VOR-DME de El Salvador (Ident: CAT) está ubicado a 60,2 kilómetros al oeste-noroeste del aeródromo.